# Anomalija vode
Anomalija vode posebnost je vode da najveću gustoću ima na temperaturi od +4°C, iako bi svako fizikalno tijelo trebalo imati najveću gustoću u krutom stanju.
Anomalija vode je dosta važna u prirodi. Kada se zimi voda na površini jezera i rijeka ohladi na +4 °C, ona se spušta na dno jer je gušća (specifički teža), a hladnija, koja je manje gustoće, diže se na površinu i smrzne. Led ostaje na površini kao kora, a toplija voda na dnu omogućuje život u vodi. Kad toga ne bi bilo, voda bi se smrzavala s dna, i led se u velikim dubinama ne bi nikad otopio. 
Kod vode nije toplinsko rastezanje pravilno kao kod drugih tekućina. Voda se, naime, steže zagrijavanjem do +4 °C, i tu ima najmanji obujam (volumen) i najveću gustoću po jedinici mase. Kod hlađenja ispod +4 °C voda se rasteže, a ne steže kao druge tvari. Sve nepravilnosti u rastezanju vode kod zagrijavanja i stezanja kod hlađenja zovu se anomalije vode.
Da bi se objasnilo zašto do toga dolazi potrebno je prvo opisati strukturu leda. Kad se molekule vode ugrađuju u kristale leda zauzimaju položaje jedna u odnosu na drugo tako da se molekule povezuju vodikovim vezama na energijski najbolji način. Zato što je vodikova veza usmjerena privlačna sila, taj najbolji način ostavlja šupljine. Zbog tih je šupljina gustoća leda manja od gustoće vode. Prilikom taljenja leda, počinju se malo po malo kidati vodikove veze. Unutar leda se pojavljuju djelići koji više međusobno nisu povezani vodikovim vezama. Tada se oni mogu gibati jedan u odnosu na drugi, te voda počinje teći. Pritom se šupljine u ledu popunjavaju slobodnim molekulama vode i zato je gustoća tekuće vode veća. Molekule kapljevina se općenito vole slagati tako da između njih ostaje što manje međuprostora. Prilikom taljenja leda, narušava se njegova struktura i molekule vode se u prosjeku slažu jedna bliže drugoj. 
S vodom se povećanjem temperature događaju dvije pojave suprotnog djelovanja. Prva je ova sad opisana i zbog nje se gustoća povećava. Ali povećanjem temperature molekule imaju sve veću energiju te se u prosjeku sve brže gibaju i sve više i više udaljavaju jedna od druge. Do 4 °C prvi učinak je bio prevladavajući, a iznad 4°C prevladava ovaj drugi i zato se gustoća počinje smanjivati.